# مرآة مكسورة (فلم)
مرآة مكسورة (بالإنجليزية: Broken Mirror) هو فيلم درامي غاني صدر عام 2014 من إنتاج ميديا 5 ستوديو برودكشنز (بالإنجليزية: Media 5 Studio Productions) ومن بطولة جيمس غاردينر، فريد أموجي، جاكي أبياه، روزلين نجيسه، ميكي أوسي بيركو، فيكتوريا ليبيني ميكباه، وياسمين بارودي. الفيلمُ من تأليف بابا ديريك ومن إنتاج ديفيد أوسو وإخراج ميكي أوسي بيركو. يتحدث الفيلمُ عن قصّة امرأةٍ تتعرض للخيانة من قِبل حبيبها حينما يُصبح غنيًا وذلك بعد أن وقفت إلى جانبه في الأوقات الصعبة.

## القصّة
يُعاني الشاب طومسون وهو خريج جامعي من البطالة فهو عاطلٌ عن العمل لكنّه يقوم ببعض الأعمال البسيطة بشكلٍ شبه يومي لكسبِ قوت يومه. يحصلُ طومسون على كل الدعمِ الذي يحتاجهُ من حبيبته بريسيلا (تلعب دورها الممثلة جاكي أبياه) فهي التي تمدّه من مرةٍ لأخرى بالمال عدى عن العطف والحنان. هي لست غنيّة لكنها تعمل خياطة وتكسبُ هي الأخرى قوت يومها من هذه المهنة. تتعرض بريسيلا دومًا للانتقاد من قِبل زميليْها إيفلين (يلعب دوره الممثل روزلين نجيسه) وأنجيلا (تلعب دورها الممثلة فيكتوريا ليبين ميكباه) بسبب حبها ودعمها الثابت لطومسون، لكنها ترد بأنه هو الآخر يحبها ويدعمها ولن يتخلّى عنها مهما حصل. يتزوَّجُ الاثنان وينتظران طفلهما الأول، لكن كل شيءٍ يبدأ في التغيّر حينما ينتقلُ طومسون من حياة الفقر إلى الغنى، وتزدادُ الأمور تعقيدًا حينما يرى صورًا تُظهر بريسيلا مع رجل آخر وهو ما يُعطيه انطباعًا أنها تخونه مع أن الأمر ليس كذلك.